# Jaya rogeri
Jaya rogeri är en insektsart som beskrevs av Navás 1912. Jaya rogeri ingår i släktet Jaya och familjen myrlejonsländor. Inga underarter finns listade i Catalogue of Life.